# وثنية جرمانية

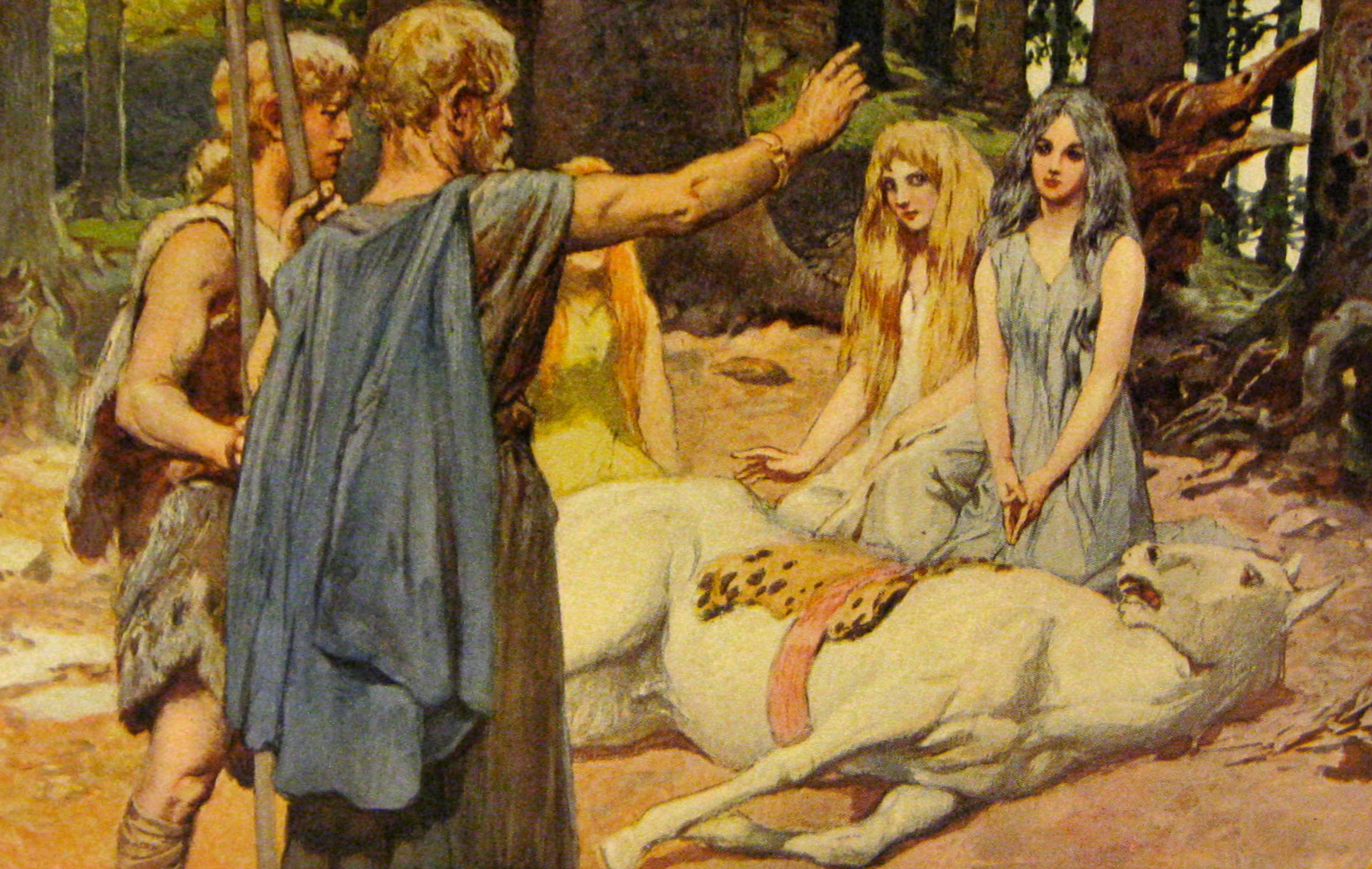

تشير التسمية الوثنية الجرمانية إلى الممارسات اللاهوتية والدينية للشعوب الجرمانية من شمال غرب أوروبا من العصر الحديدي حتى التنصير وذلك أثناء العصور الوسطى. وصفت بأنها «نظام من النظرات الدينية المتشابكة والمترابطة ارتباطًا وثيقًا والممارسات المختلفة أكثر من كونها دينًا واحدًا» على هذا النحو فهي من «عبادات فردية وتقاليد أسرية وطوائف إقليمية في إطار متسق على نطاق واسع». لقد كانت هذه الديانة عنصرًا أساسيًا في الثقافة الجرمانية المبكرة. من الممكن باستخدام البقايا الأثرية والمصادر الأدبية تتبع عدد من المعتقدات الشائعة أو ذات الصلة الوثيقة مع الشعوب الجرمانية في العصور الوسطى، عندما أُدخلت المناطق الأخيرة في الدول الاسكندنافية في المسيحية. تعود جذور هذه الديانة إلى ما قبل الديانة الهندو-أوروبية التي انتشرت خلال فترة الهجرة، مما أسفر عن امتدادات لها مثل الديانة النوردية القديمة بين الشعوب الجرمانية الشمالية، بينما مورست الوثنية وسط الشعوب الجرمانية القارية، والوثنية الأنجلو سكسونية بين الشعوب الناطقة باللغة الإنجليزية القديمة. يوجد أفضل توثيق للدين الجرماني في العديد من النصوص العائدة إلى القرنين العاشر والحادي عشر، حيث حُفظت بشكل أفضل في الدول الاسكندنافية وآيسلندا.

## الممارسات الطقسية
عُرفت آثار الوثنية الجرمانية في أقدم العصور خلال العصر الحديدي الكلتي، بشكل حصري من خلال الاكتشافات الأثرية. ويشمل هذا الصور وبقايا الممارسات الطقسية، والأشياء التي اُكتشفت عادة في البحيرات والمستنقعات، والتي يعود كثير منها إلى الفترة ما بين العصر الحجري الحديث والعصر البرونزي، والتي استمرت بشكل كبير في العصر الحديدي. نظر الناس في ذلك الوقت في الأغلب إلى المستنقعات والأهوار كأماكن مقدسة يمكن فيها الاتصال بالقوى الإلهية. ووصف تاسيتوس منزل الآلهة الجرمانية نيرثوس بأنه في جزيرة داخل بحيرة. عُثر في العديد من المستنقعات على شخصيات خشبية مصنعة، والتي تصور الأشخاص بشكل عام وتتكون من فروع لها خصائص جنسية بارزة. ربما يشير هذا إلى أن آلهة الوثنية المبكرة للخصوبة كانت مرتبطة بالمياه، وهو اعتقاد يتعلق بالممارسات اللاحقة لهذا الوقت.
يمكن ملاحظة حقيقة أن التضحية كانت عنصرًا أساسيًا في الدين الجرماني بسبب ورودها جميع أنواع المصادر، سواء القديمة منها أو التي تعود إلى العصور الوسطى، أو في أسماء الأماكن، أو الآثار المادية، وفي النصوص الأسطورية الوثنية الجرمانية، التي ضحى فيها الآلهة أنفسهم. تركز عملية التضحية على الأجسام عن طريق تدميرها، أو وضعها في أماكن لا يمكن لأي كائن حي الوصول لها؛ تضمن ذلك في أغلب الأحيان حرقها أو رميها في البحيرات. وكان من بين العناصر المهمة في هذه الطقوس مهرجان الأضحية الذي تضمن الأكل والشرب الوفيرين. قُدمت قرابين عامة كبيرة في مواقع مركزية، وفي العديد من الأماكن في جميع أنحاء ما كان يُدعى سابقًا جرمانيا القديمة، إذ عُثر على بقايا هذه المواقع.
ضحى القدماء بأشكال خشبية بالإضافة إلى أناس أحياء. عانى الضحايا البشريين موتًا مفاجئًا وعنيفًا وذلك من خلال ما تشير إليه الأدلة الأثرية في جميع أنحاء المستنقعات -فيما كان يُدعى سابقًا جرمانيا-. في العديد من الحالات، اُستخدمت تدابير عديدة لضمان ديمومة الجثة في المستنقع، إما باستخدام الفروع أو الحجارة. يفترض المؤرخ الدنماركي آلان أ. لوند أن الضحايا قد قُتلوا لأنهم كانوا يعتبرون سحرة قاموا بجلب سوء الحظ للمجتمع. ويشرح ذلك من خلال حقيقة أن الضحايا قد وُضعوا في مستنقع الخث، حيث لن يذوبوا وبالتالي لن يُنقلوا نلهم إلى العالم الآخر، ولكن بدلاً من ذلك سيُحتفظ بهم إلى الأبد في منقطة حدودية بين هذا العالم والعالم الآخر.
ممارسة وثنية جرمانية أخرى هي تقديم الأسلحة لآلهتهم. يوجد في جنوب اسكندنافيا حوالي 50 موقعًا أُلقيت فيها الأسلحة في بحيرة وضُحي بها بعد أن دُمرت بشكل جزئي أو جعلها عديمة الجدوى. ضُحي بالأسلحة والممتلكات فقط في هذه المواقع؛ إذ لا توجد أي عظام بشرية فيها، ولكن يمكن العثور على عظام الحيوانات فقط مثل الخيول. السيوف الموجودة كانت مثنية، وكانت الرماح والدروع مكسورة. وتأتي غالبية هذا النوع من التضحيات من الفترة التي تعود إلى ما بين 200 إلى 500 ميلادية، ويعود الكثير منها إلى شرق جوتلاند في أماكن متصلة بمضيق كاتيغات، وهو مضيق يبلغ طوله 225 كم بين السويد والدنمارك. عرفنا عن تضحيات الألمان بأسلحة العدو المهزومة إلى آلهتهم من خلال الروايات القديمة، وهي تشكل جزءًا من القرابين إلى أودين، ويتم التأكيد من خلال التضحية بالسلاح على العلاقة بين العابد والمعبود.